# Sigrid Müller (Handballspielerin)
Sigrid Müller (* 1944/1945) ist eine ehemalige deutsche Handballspielerin.

## Werdegang
Müller bestritt 25 Länderspiele für die Bundesrepublik Deutschland, 1965 nahm die Spielerin des Hamburger Vereins Union 03 Altona an der Weltmeisterschaft im eigenen Land teil und gewann dort Bronze. Mit Union 03 wurde sie 1968 deutsche Meisterin, zum 11:8-Endspielsieg gegen Nürnberg trug Müller als beste Hamburger Torschützin vier Treffer bei. Die Linkshänderin spielte bis 1970 für Union und ging dann nach Dänemark. Sie stand in Diensten von HG Kopenhagen, während sie in der dänischen Hauptstadt arbeitete. Im Februar 1980 kehrte sie als Aushilfe zu Union 03 zurück, das sich zu dieser Zeit im Bundesliga-Abstiegskampf befand. Müller trug zum Klassenerhalt bei, nach der Saison 1979/80 beendete sie ihre Handball-Laufbahn.